# Leptoxis compacta
Leptoxis compacta är en snäckart som först beskrevs av Anthony 1854.  Leptoxis compacta ingår i släktet Leptoxis och familjen Pleuroceridae. IUCN kategoriserar arten globalt som utdöd. Inga underarter finns listade i Catalogue of Life.

## Bildgalleri

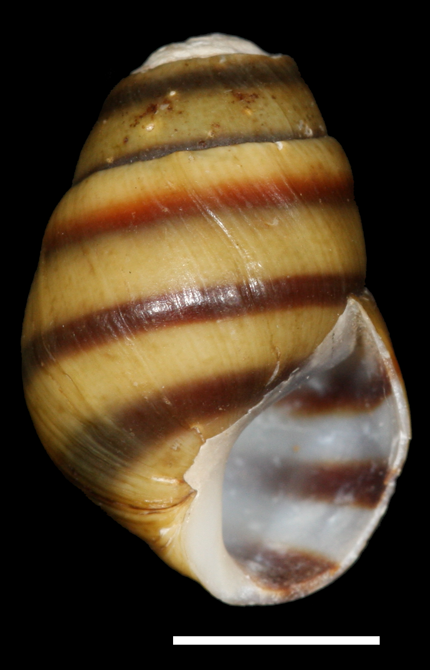
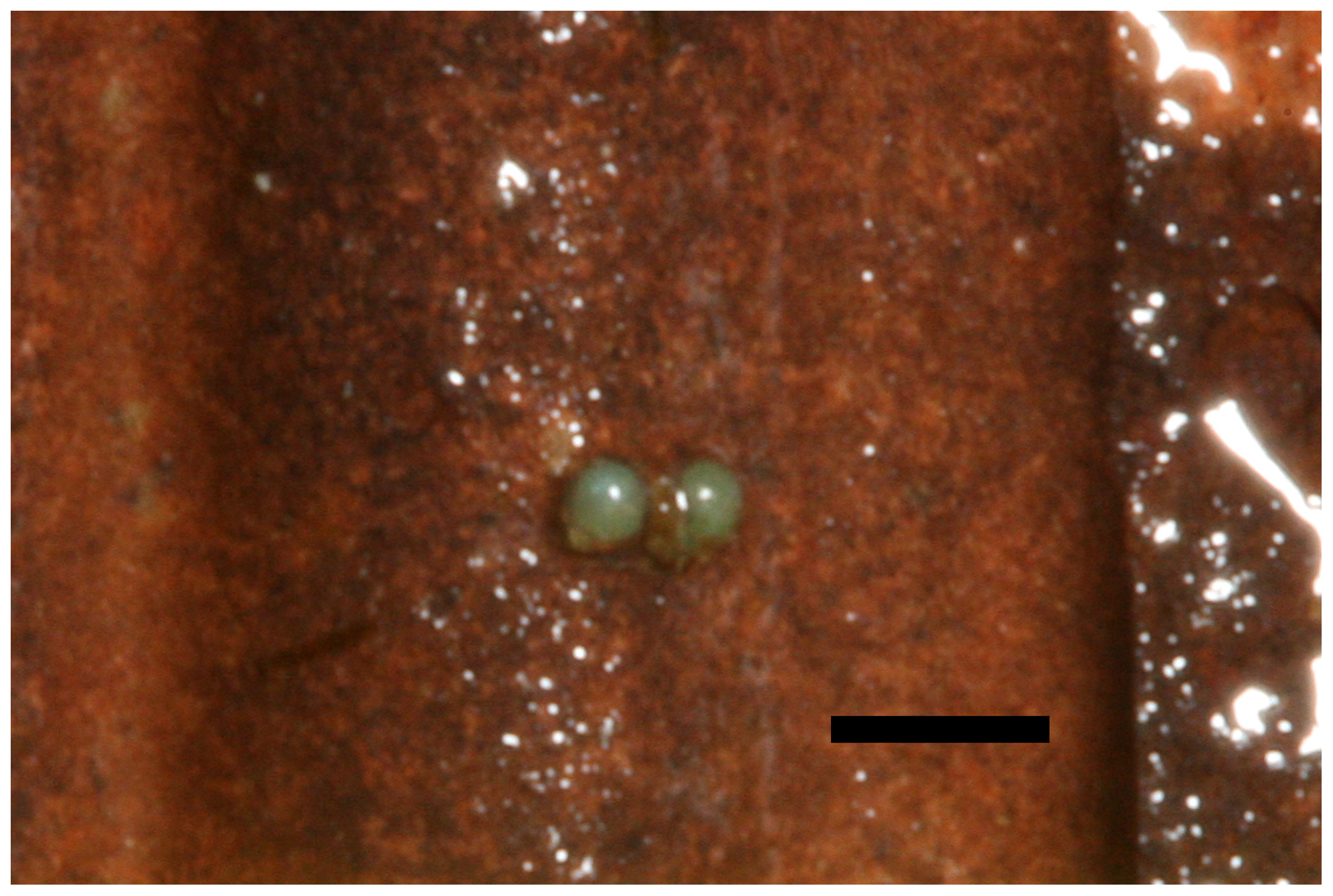
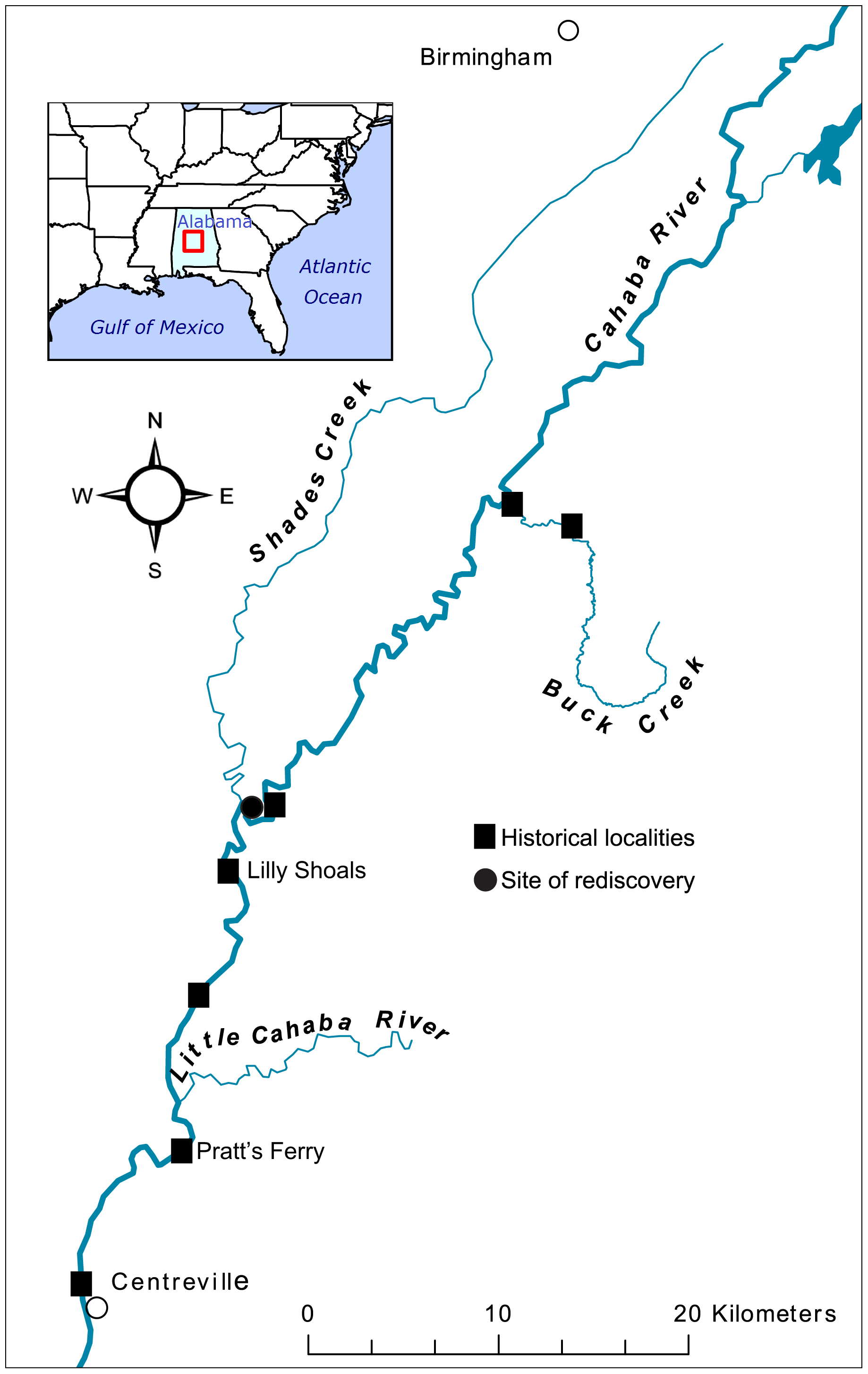
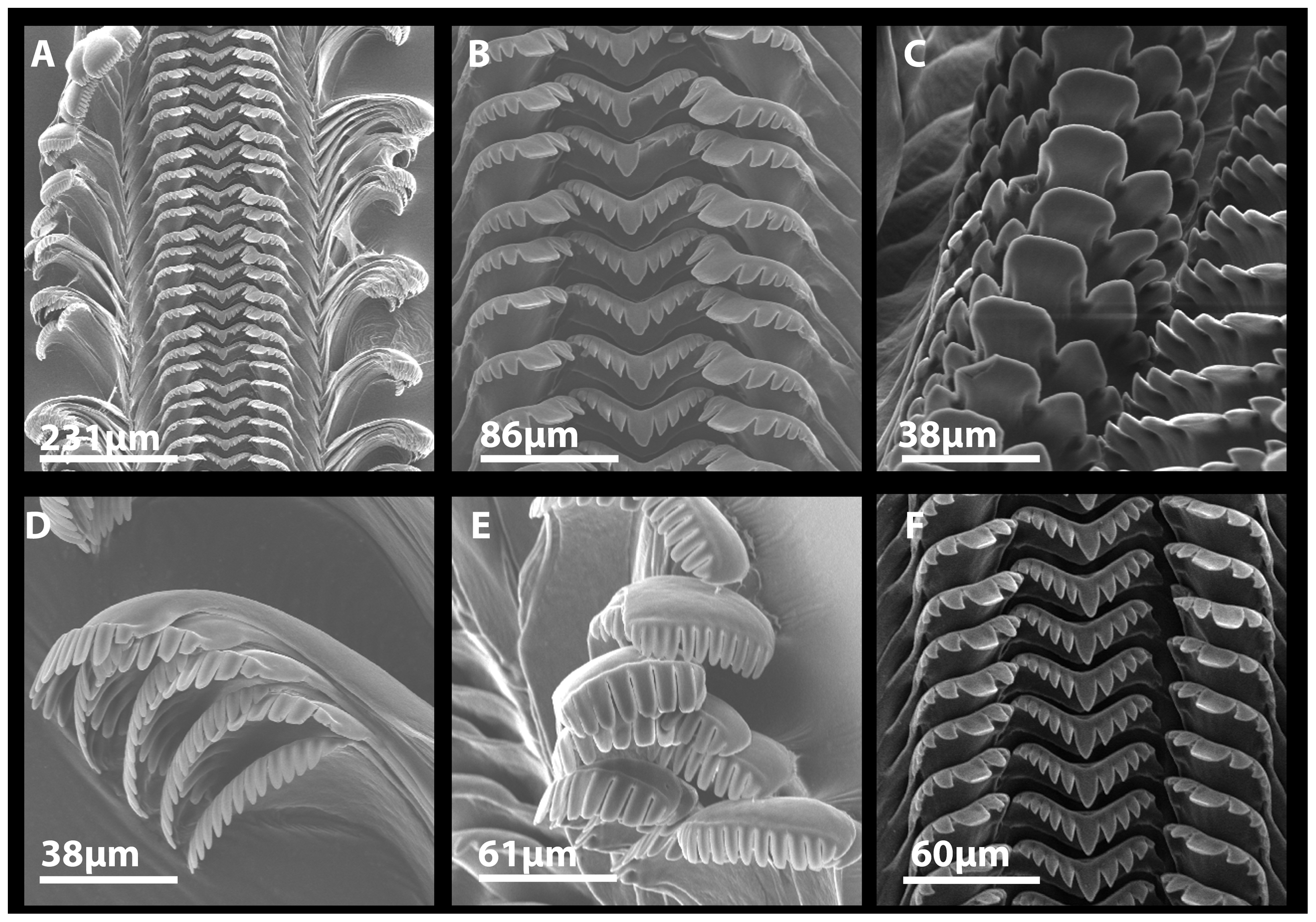